# Gangalapur, Sandur
Gangalapur là một làng thuộc tehsil Sandur, huyện Bellary, bang Karnataka, Ấn Độ.